# Sandton
Sandton é uma área afluente na Província de Gauteng, África do Sul e faz parte do Município Metropolitano da Cidade de Joanesburgo. O nome da cidade veio da combinação de dois de seus subúrbios, Sandown e Bryanston. Em 1969, Sandton foi promulgada como município por direito próprio, mas perdeu seu estatuto de cidade independente após a reorganização dos governos locais sul-africanos após o fim do apartheid.